# 埃克托尔·罗塞托

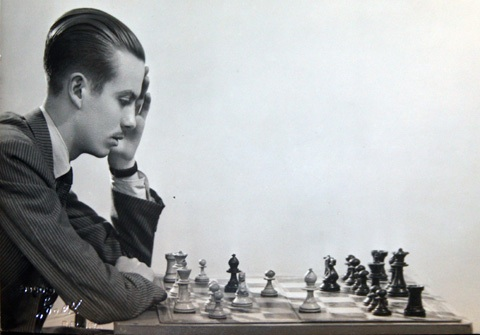

埃克托尔·罗塞托（Héctor Rossetto，1922年9月8日—2009年1月23日），阿根廷国际象棋棋手，也是阿根廷历史上最杰出的棋手之一。
罗塞托于1950年获得国际大师（IM）称号。1960年，晋升为特级大师（GM）。他于1942年、1944年、1947年、1962年、1972年五度夺得阿根廷国际象棋全国冠军。